# Віртуальний товар
Віртуальний товар — віртуальна імітація реальних, матеріальних об'єктів.
Віртуальні товари — незалежна категорія товарів, як товари, які створюються на основі матеріальних еквівалентів, але не є їх «матеріальними аналогами». Різновидом віртуального товару розширеної віртуальної реальності може бути віртуальний додаток який створений спеціально до реального товару.

## Зміст та поняття
Згідно із дослідженням Джошуа Ферфілда (англ. J. Fairfield) віртуальні товари, на відміну від інформаційних товарів, стійкі й не зникають після виключення комп'ютера, взаємопов'язані, тобто, не ізольовані, і можуть впливати на інших користувачів чи системи. До віртуальних товарів відносять: героїв, об'єкти, валюти та коди інтернет-ігор. Покупки в іграх стосуються предметів, які гравець може придбати для використання у віртуальному світі для вдосконалення персонажу та покращення ігрового досвіду. Віртуальні товари створені для взаємодії з людиною на рівні осмислення: інформаційного чи емоційного сприйняття.

## Ознаки віртуальної реальності
Згідно із теорією М. О. Носова виділяють наступні ознаки віртуальної реальності, які діють також для віртуальних об'єктів:
- актуальність (віртуальна реальність існує тут і зараз);
- автономність (всередині кожної віртуальної реальності час плине по-різному);
- інтерактивність (об'єкти віртуальної реальності можуть взаємодіяти з об'єктами реального світу);
- породження (віртуальна реальність породжена активністю материнської реальності та існує допоки триває активність).

## Фактори, які впливають на рішення придбати віртуальний товар
Дослідники виявили, що на бажання придбати віртуальні товари впливають наступні фактори:
- Функціональні атрибути;
- Гедоністичні атрибути;
- Соціальні атрибути;
- Індивідуальні відмінності;
- Зв'язок із зовнішньою культурою

Деякі компанії використовують віртуальні тури для продажу віртуальних товарів. Така форма комунікації зі споживачем називається VR досвід і застосовується для того, щоб передати користувачу відчуття від користування продуктом, ще до того, як він буде мати можливість або бажання придбати цей продукт.

## Різновиди віртуальних товарів
- віртуальні ігри;
- віртуальні енциклопедії та словники;
- інтернет-книги;
- віртуальні дослідження;
- музика та аудіофайли;
- віртуальні гіди
- віртуальні музеї і т. ін.